# Gustavo Rivas
Gustavo Rivas (Gualeguaychú, 8 de junio de 1945) es un abogado, escritor y político argentino que fue varias veces candidato a diversos cargos por la Unión del Centro Democrático de la provincia de Entre Ríos en las décadas de 1980 y 1990. En las elecciones provinciales de 1987 fue candidato a gobernador de Entre Ríos, ubicándose en tercer lugar detrás de Jorge Pedro Busti (justicialista) y Ricardo Lafferriere (radical). Ejerció únicamente como concejal de la ciudad de Gualeguaychú entre 1991 y 1995, habiendo sido candidato a intendente en la misma elección. El 22 de mayo de 2019 fue declarado culpable de corrupción de menores y abuso sexual infantil, y condenado a ocho años de prisión. Finalmente y en tercera instancia fue condenado a 23 años de prisiòn llegando a cumplir casi tres meses de prisiòn efective en el penal número 9 de Gualeguaychú denominado "La granja", cumpliendo hoy prisión domiciliaria con tobillera electrònica en su casa de Mitre 7.
Se le consideró a nivel local como una figura destacada dentro del ámbito político, cultural y social de la ciudad, participando de numerosas instituciones benéficas, estudiantiles o de índole similar. El 27 de julio de 2017 fue públicamente acusado de corrupción de menores a raíz de una investigación iniciada por el periodista Daniel Enz, y fue denunciado e imputado tan solo unos días más tarde. La investigación denunciaba que Rivas se habría valido de su situación económica y posición social para presionar a jóvenes de origen humilde para mantener relaciones sexuales con él a cambio de pagos y demás beneficios, con un período de actividad posible entre 1970 y 2010. En su investigación Enz predijo más de dos mil abusos, aunque la cifra fue considerada tentativa surgiendo de la multiplicación de cada fin de semana durante cuarenta años, existiendo tan solo, a día de hoy, doce denunciantes, de los cuales solo uno llegaría a comprobarse judicialmente.
El caso cobró resonancia a nivel nacional. La antinomia entre sus acusaciones de abuso sexual juvenil y su perfil destacado dentro de su comunidad llevaron a que fuera apodado irónicamente "ciudadano ilustre" por los medios de comunicación que cubrieron el caso, a pesar de que en sentido estricto nunca había sido declarado ciudadano ilustre por las autoridades municipales de Gualeguaychú. El juicio contra Rivas duró del 2 de abril de 2019, y el 22 de mayo del mismo año, finalizando con su condena a ocho años de prisión por un único caso que no fue declarado prescripto de los 12 denunciados aunque esta sujeto a apelacion ante la Cámara de Casacion Penal por la fiscalía y las dos querellas, como así también la condena por la defensa. La sentencia fue apelada tanto por la defensa como por la fiscalía y los dos querellantes.La cámara de Casación Penal de Concordia declaró no prescritos los otros delitos cometidos y condenó a Rivas a la pena de 23 años de prisión sentencia que fue confirmada por la sala penal del Superior Tribunal de Justicia de Paraná y al no ser recurrida la sentencia quedó firme.El 23 de diciembre del 2022 le fue otorgada la prisión domiciliaria por el juez Tobías Podestá pero tras la apelación de la fiscalía y la querella le fue revocada por la Cámara de Casación Penal y desde el día 6 de febrero Gustavo Rivas cumple prisión efectiva en la unidad penal número 9 "La granja" de Gualeguaychú y luego de casi tres meses preso se le otorgò la prisiòn domiciliaria con tobillera electrònica.

## Biografía

### Primeros años
Rivas nació en la ciudad de Gualeguaychú el 8 de junio de 1945. Se recibió de abogado y procurador en la Universidad Nacional de La Plata, en 1970. Ejerció la docencia durante la siguiente década en el Instituto Agrotécnico y en el Colegio Nacional de Gualeguaychú, así como en la Universidad de Concepción del Uruguay, en algunas ocasiones sin percibir sueldo. Desde 1970 hasta 2017, colaboró públicamente en numerosas instituciones juveniles y estudiantiles. Formó parte de la Comisión Permanente de Carrozas Estudiantiles, a cargo del desfile tradicional de carrozas que se realiza cada año en Gualeguaychú, desde 1992, ejerciendo funciones de asesor legal, hasta el 1 de agosto de 2017, cuando dimitió de su cargo después del escándalo desatado por las denuncias en su contra.

### Actuación política
Después de la restauración de la democracia en Argentina en 1983, Rivas adhirió a la Unión del Centro Democrático (UCeDé), partido conducido a nivel nacional por Álvaro Alsogaray, y fue una importante figura dentro del partido a nivel municipal y provincial. En las elecciones legislativas de noviembre de 1985 fue candidato a diputado nacional por la "Alianza Popular de Centro" (APC) con otras fuerzas liberales y conservadoras. Si bien se ubicó en un lejano cuarto puesto con el 3.99% de las preferencias, la lista centrista multiplicó por veinte el resultado obtenido por el partido en 1983, y posicionó a Rivas de cara a las elecciones provinciales de septiembre de 1987. En estos comicios fue candidato a gobernador, con Teresa Catalina Ronconi como compañera de fórmula. En dichos comicios alcanzó el tercer lugar con el 3.12% de los votos, ubicándose por detrás del candidato justicialista Jorge Pedro Busti (48.98%) y el radical Ricardo Lafferriere (43.85%), pero superando al Partido Intransigente (PI) como tercera fuerza provincial y logrando la lista de la Alianza de Centro un diputado provincial, cuando hasta entonces la legislatura era puramente bipartidista.
En las elecciones de mayo de 1989 fue el primer candidato de la Alianza de Centro a diputado nacional, obteniendo un notable 8.34% de las preferencias (sin que hasta entonces las terceras fuerzas superasen el 4%), pero sin lograr resultar electo por la polarización imperante entre el PJ y la UCR. En 1991 se presentó como candidato a intendente y, paralelamente, a concejal de Gualeguaychú, por la coalición conservadora Unión Provincial, ubicándose en el tercer puesto nuevamente para el primer cargo pero logrando ser electo para el segundo por escaso margen, ocupando el cargo por el período 1991-1995. Su última candidatura política fue nuevamente para concejal, por el partido CRECER, sin lograr resultar electo. Apoyó enfáticamente el paro agropecuario patronal de 2008 y participó en las manifestaciones lideradas por Alfredo De Angeli.

## Causa judicial
El rumor de que Rivas mantenía relaciones sexuales con menores de edad era considerado en Gualeguaychú un «secreto a voces» desde hacía varios años, sin que se realizaran nunca denuncias ni acusaciones de ningún tipo. La policía gualeguaychuense jamás tuvo constancia de las supuestas actividades delictivas de Rivas, pese al hecho de que su casa (donde se produjeron, según las denuncias, parte de los hechos) se encuentra a no más de veinticinco metros de la Jefatura Departamental de Policía. De acuerdo con la posterior investigación del periodista Daniel Enz, los padres de algunas víctimas entre 1995 y 1996 se enteraron de los supuestos abusos y buscaron cierta ayuda legal, pero en ambos casos los abogados presuntamente desalentaron la posibilidad de entablar una denuncia contra Rivas, y las víctimas prefirieron no declarar a fin de no ver comprometida su reputación. El 27 de julio de 2017 fue publicada una investigación de Enz en la revista Análisis titulada "Los abusos del doctor". La misma acusaba a Rivas de haber organizado entre 1970 y 2010 (con algunos episodios registrados a fines de la década de 1960) numerosos encuentros semanales con menores de edad de entre dieciséis y diecisiete años, a los cuales proveía de películas pornográficas y material sexual, y estimulaba a los mismos para que lo sodomizaran, entre otra serie de juegos sexuales que posteriormente filmaría. De acuerdo con el reportaje, la mayoría de los adolescentes eran de origen humilde, a los cuales Rivas habría sobornado con ropa, dinero o demás tipos de premios. Rivas habría utilizado también las filmaciones como material de coacción, chantajeando a sus víctimas para que no lo denunciaran ante la justicia.
Durante los días posteriores a la publicación de la investigación y la inmediata denuncia judicial, Rivas afirmó estar calmado y concedió una entrevista ante los medios de comunicación locales el 28 de julio, declarando que «el 95%» de la investigación era mentira, y que se trataba de exageraciones, además de mostrarse confiado ante el proceso judicial. Su abogado defensor convalidó las declaraciones, y negó que los supuestos abusos fueran un «secreto a voces». Una semana después de la publicación, el 4 de agosto, se confirmó la imputación de Rivas por el testimonio de cuatro supuestas víctimas, afirmando que había hasta seis testigos, pero que solo cuatro habían accedido a declararse a sí mismos como perjudicadas por los sucesos.